# 波科蒂利夫卡
49°54′48″N 36°10′21″E / 49.91333°N 36.17250°E

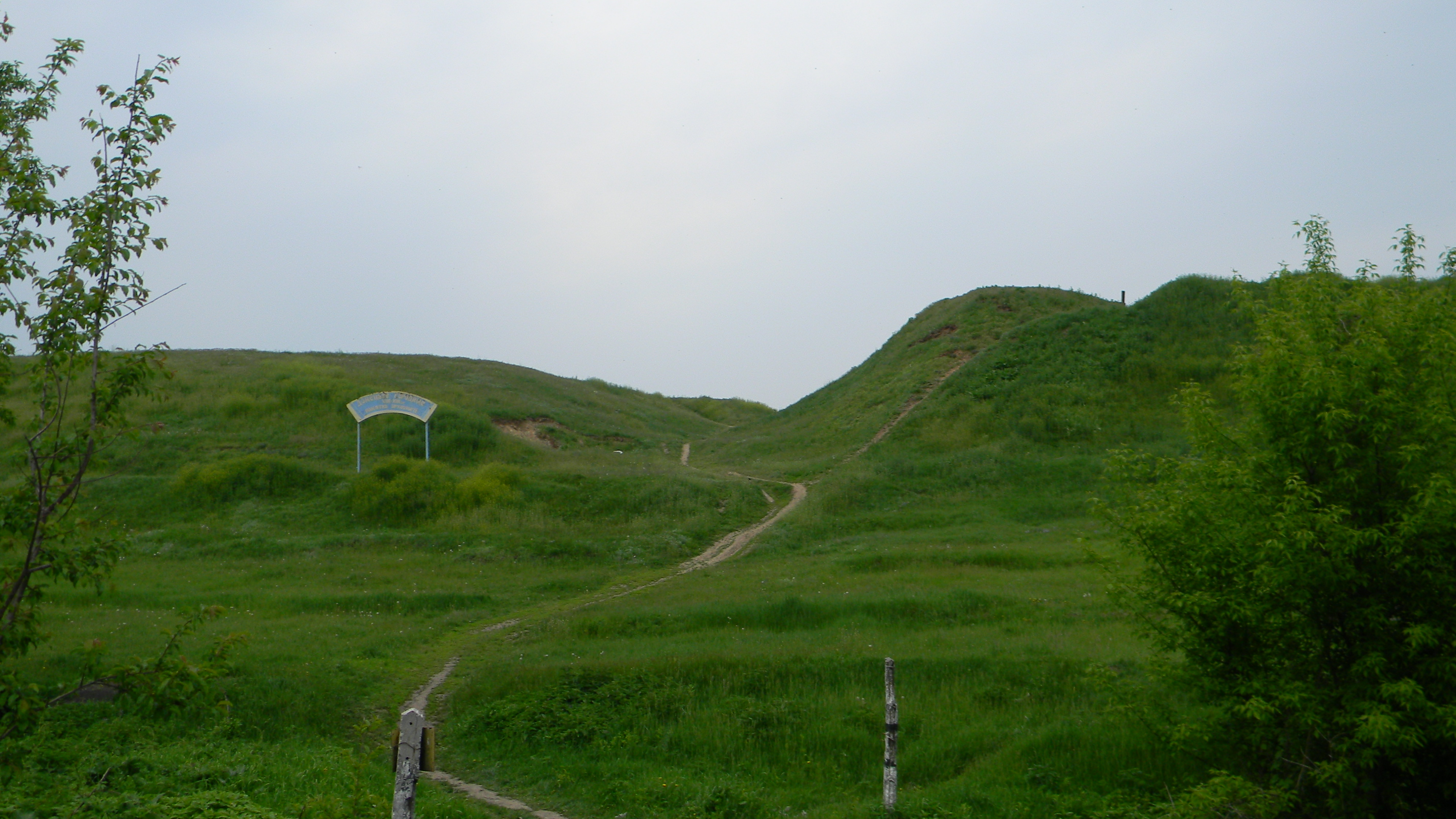
风景

波科蒂利夫卡（羅馬化：Pokotylivka），烏克蘭東部哈爾科夫州哈爾科夫區维索基市镇内的鎮。距離州府哈爾科夫15公里，面積4.22平方公里，海拔高度103米，2001年人口10,350，人口密度每平方公里2,452.61人。